# جون إيتون (موسيقي)
جون إيتون (بالإنجليزية: John Eaton)‏ هو موسيقي وعازف بيانو أمريكي، ولد في 29 مايو 1934 في واشنطن العاصمة في الولايات المتحدة.

## وصلات خارجية
- جون إيتون على موقع ميوزك برينز (الإنجليزية)
- جون إيتون على موقع أول ميوزيك (الإنجليزية)
- جون إيتون على موقع ديسكوغز (الإنجليزية)